# ترابری در ایران
ترابری در ایران به شکل سیستمی، به دوران باستان و شاهنشاهی هخامنشی می‌رسد. کانون‌های جمعیتی ایران، در سراسر این کشور گسترش یافته‌اند و این پراکندگی، ترابری در ایران را دشوار ساخته است.

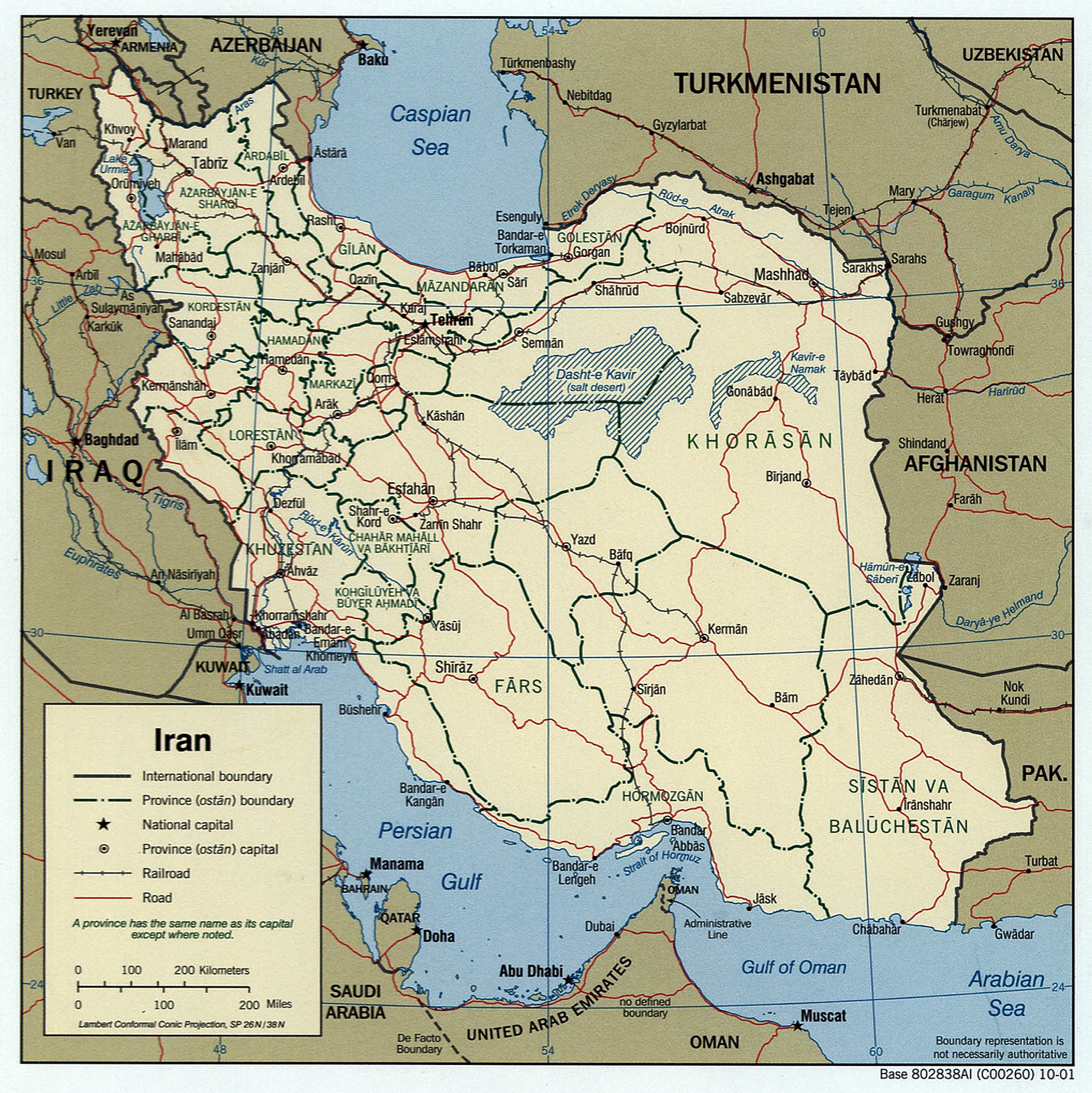
نقشه راه‌های اصلی و راه‌آهن ایران

بودجه و نگهداری کم، کارایی بزرگراه‌های این کشور را کاهش داده است. با این وجود، وسایل نقلیهٔ موتوری به ویژه اتوبوس و کامیون، مهم‌ترین وسایل برای حمل مسافر و کالا هستند. اکنون، تقریباً نیمی از جاده‌ها آسفالت شده‌اند. استانداردهای ایمنی جاده‌های این کشور به‌روز نیستند و نبود نشانه‌گذاری و دیگر مشکلات راه‌های زمینی آن، باعث افزایش تصادف‌ها شده است.
خط اصلی سیستم ریلی کشوری، دریای خزر را به خلیج فارس پیوند داده و بسیاری از مراکز استان‌ها را پشتیبانی می‌کند. در سال ۱۳۵۰، راه‌آهن ایران از راه ترکیه، به راه‌آهن اروپا متصل شد؛ این پیوند مهم، بازرگانی و گردشگری را به طرز چشم‌گیری تقویت می‌کند و نیاز به راه آبی و هوایی را در مسیر از بین می‌برد. راه‌آهن ایران گسترش و موقعیت قابل توجهی دارد و این کشور به یک مسیر عبور کارا و کم‌هزینه برای کشورهای منطقه تبدیل شده است. هواپیمایی ملی ایران، ایران ایر، شهرهای بزرگ و مراکز استان‌های این کشور را پوشش داده است. برخی خطوط هوایی بزرگ اروپایی، آسیایی و آفریقایی نیز در ایران حضور دارند. در مرداد ۱۳۸۹ اعلام شد که از میان ۵۴ فرودگاه مسافری ایران، ۹ فرودگاه بین‌المللی هستند و تنها سه فرودگاه توجیه اقتصادی دارند. فرودگاه بین‌المللی مهرآباد، فرودگاه بین‌المللی شهید هاشمی‌نژاد مشهد و فرودگاه بین‌المللی امام خمینی، پررفت‌وآمدترین فرودگاه‌ها در ایران هستند.
کارون تنها رودخانهٔ دارای قابلیت کشتیرانی در ایران است و از آن برای حمل مسافر و بارهای گوناگون استفاده می‌شود. دریاچه ارومیه نیز برای حمل مسافر و بار استفاده شده است. ایران از پنج بندر بزرگ در خلیج فارس، که بزرگ‌ترین آنان در بندرعباس است، بهره می‌برد. پایانه‌های نفتی مهمی در آبادان و خارگ قرار گرفته‌اند که در جنگ با عراق ویران شده یا آسیب دیدند اما از آن زمان، بازسازی شده‌اند. همچنین امکانات بندری قابل توجهی در خرمشهر و بندر امام خمینی وجود دارد. ایران امکانات خود را در بندر بوشهر گسترش داده و بندر جدیدی را در چابهار در دریای عمان ساخته است. همچنین بندرهای دریای خزر، همانند بندر انزلی و بندر ترکمان در درجهٔ نخست برای بازرگانی با ملل شمالی مورد استفاده قرار می‌گیرند.

## ترابری جاده‌ای و خودرویی

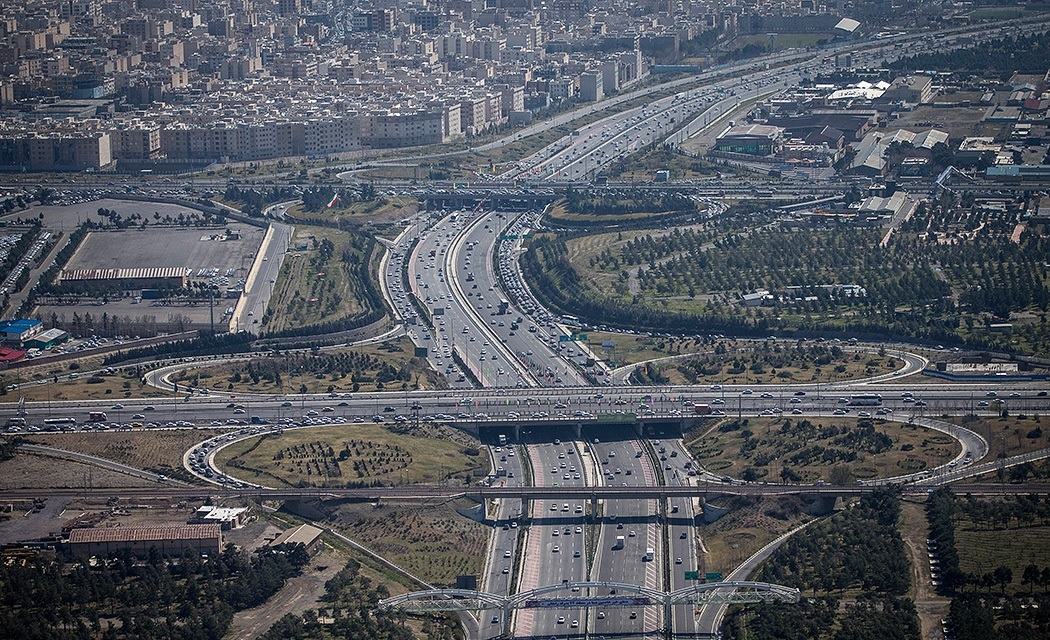
نمایی از راه‌های تهران، پایتخت ایران.

کانون‌های جمعیتی ایران، در سراسر این کشور گسترش یافته‌اند و این پراکندگی، ترابری در ایران را دشوار ساخته است. بودجه و نگهداری کم، کارایی بزرگراه‌های این کشور را کاهش داده است. با این وجود، وسایل نقلیهٔ موتوری به ویژه اتوبوس و کامیون، مهم‌ترین وسایل برای حمل مسافر و کالا هستند. اکنون، تقریباً نیمی از جاده‌ها آسفالت شده‌اند.
ایجاد راه‌های مدرن در ایران به صورت تاریخی، به دوره‌ای می‌رسد که با قدرت گرفتن رضاشاه، هزاران کیلومتر راه‌های اصلی و فرعی میان شهرها و دهات‌های ایران، احداث شد و در عرض تنها چند سال، راه‌های خاکی تبدیل به جاده‌های عریض و ماشین‌رو شدند. پس از این، به‌جای گاری، اسب و شتر و دیگر موارد این‌چنینی، میان شهرهای ایران، خودروهای سواری، باری و اتوبوس به‌راه افتاد.
پس از انقلاب ۱۳۵۷ ترابری ایران با شروع جنگ ایران و عراق، با شرایط تازه‌ای روبه‌رو گردید. در آن شرایط افزون بر مشکلات این جنگ، موردهایی دیگر چون از دست رفتن بخش‌هایی مهم از زیرساخت‌های ترابری ایران و تحریم‌های اقتصادی رخ داد تا این بخش با مشکلاتی جدی روبه‌رو شود.
در سال ۲۰۱۲، نرخ سانحه‌های رانندگی در ایران ۲۰ برابر میانگین جهانی آن بوده است و این کشور در استانداردهای ایمنی جاده، ردهٔ بد ۱۸۹ را داشت. همچنین در این دوره، نبود نشانه‌گذاری در جاده‌ها، از چرایی‌هایی تصادف‌ها دانسته شد. به‌روز نشدن جاده‌ها و استاندارد نبودنشان نیز مورد توجه قرار گرفت.
بر پایه گزارشی در فروردین ۱۳۹۹، شمار کشته‌های تصادف‌های رانندگی در ایران بسیار بالا است و در سال ۱۳۹۸، نزدیک ۸۰۰ هزار تصادف در این کشور رخ داده بود. اصلی‌ترین دلیل‌های آن نیز جاده‌های ناامن، روش رانندگی و ایمنی پایین خودروهای ایران دانسته شده است. پلیس راه ایران در تیر ۱۳۹۸ اعلام داشت که بیش از ۱۰ هزار جای حادثه‌خیز در جاده‌های این کشور وجود دارد. کمال هادیانفر، رئیس پلیس راهور ایران، گفت که ۵۶ درصد تصادف‌ها مربوط به نقطه‌های حادثه‌خیز در جاده‌ها بوده‌اند.طبق گزارش مرکز مدیریت راه‌های کشور در تاریخ ۲۷ خرداد ۱۴۰۴، تردد خودروها در مسیر جنوب به شمال محور چالوس تا اطلاع بعدی ممنوع اعلام شد.

## ترابری ریلی

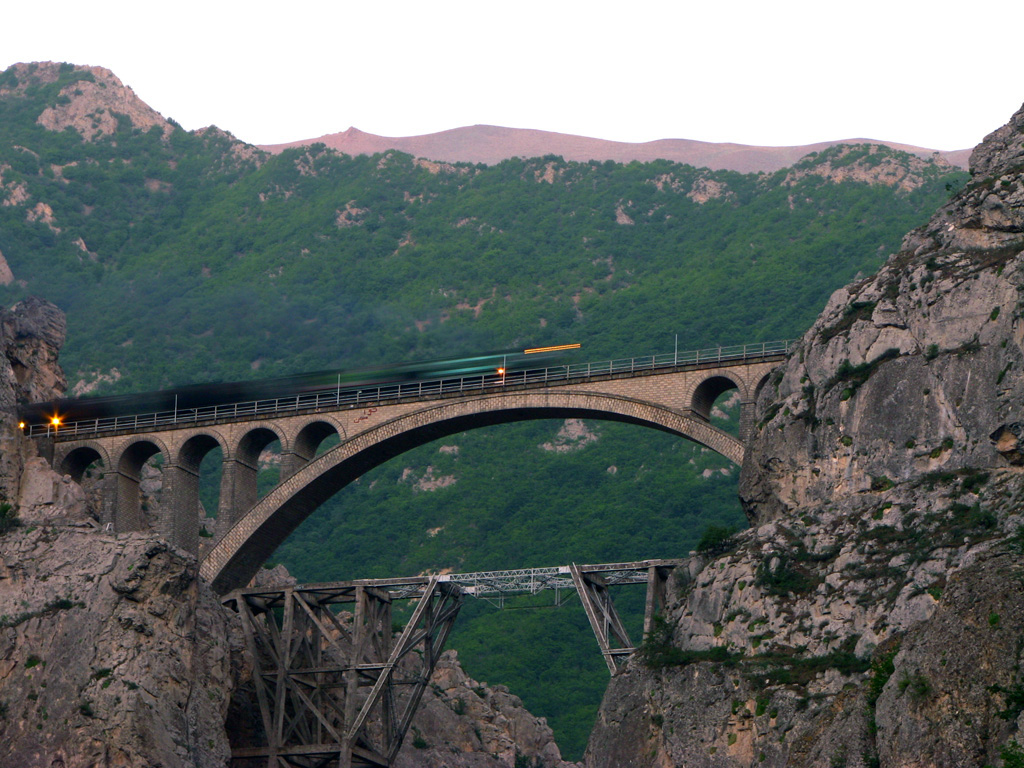
راه‌آهن سراسری ایران در پل ورسک

خط اصلی سیستم ریلی کشوری، دریای مازندران را به خلیج فارس متصل و بسیاری از مراکز استان‌ها را پشتیبانی می‌کند. در سال ۱۳۵۰، راه‌آهن ایران از راه ترکیه، به راه‌آهن اروپا متصل شد؛ این پیوند مهم، بازرگانی و گردشگری را به طرز چشم‌گیری تقویت می‌کند و نیاز به راه آبی و هوایی را در مسیر از بین می‌برد. راه‌آهن ایران گسترش و موقعیت قابل توجهی دارد و این کشور به یک مسیر عبور کارا و کم‌هزینه برای کشورهای منطقه تبدیل شده است.

### راه‌آهن سراسری ایران
راه‌آهن سراسری ایران راه‌آهنی است که در دوران رضاشاه ساخته شد و تهران را از راه بندر شاه به دریای خزر و از طریق بندر شاهپور به خلیج فارس متصل می‌کرد. در دوران محمدرضاشاه این راه‌آهن گسترش پیدا کرد و تهران را به سمنان، مشهد، قزوین، زنجان، تبریز، اصفهان، یزد و کرمان نیز متصل ساخت. در نشست مرداد ۱۴۰۰ چهل و چهارمین اجلاس کمیته میراث جهانی یونسکو با تصویب اعضای کمیته، راه‌آهن سراسری ایران به عنوان بیست و پنجمین میراث فرهنگی ملموس و نخستین میراث صنعتی این کشور، در فهرست جهانی یونسکو ثبت شد.
بودجهٔ ساخت راه‌آهن تماماً با سرمایهٔ داخلی (با صرف هزینه‌های حاصله از انحصار تجارت قند و چای) تأمین شد و ۹۰٪ کارکنان آن ایرانی بودند که در رشد صنعتی کشور و تربیت کارگران فنی اثرگذار بود. ساخت راه‌آهن در ۲۳ مهر ۱۳۰۶ آغاز شد و در ۲۷ مرداد ۱۳۱۷ به پایان رسید. در مجموع ۱۰٫۱ میلیارد ریال هزینه دربرداشت و در نتیجه به گران‌ترین و بزرگ‌ترین پروژهٔ صنعتی تاریخ ایران تا به آن روز تبدیل شد. مراسم گشایش این راه‌آهن با شادی ملت ایران همراه شد و پیام‌های تبریکی نیز از سوی دیگر ملل، به ایران فرستاده شد. ساخت این راه‌آهن، نشانی از جهش بزرگ اقتصادی در ایران آن روزگار بود. با توجه به بودجه و طول راه‌آهن ساخته‌شده، رقمی بزرگ و طرحی چشمگیر برای دوران خودش، شمارده می‌شد. خود شخص رضاشاه نیز به پاکیزگی، نظم و نگهداری راه‌آهن، توجه می‌کرد. اهمیت دیگر ساخت چنین پروژه‌ای در ایران، آن بود که این کشور توانست از موقعیت تازه بهره‌گیری کند و هزاران کیلومتر راه‌های شوسه نیز بسازد.

### مترو

#### متروی تهران

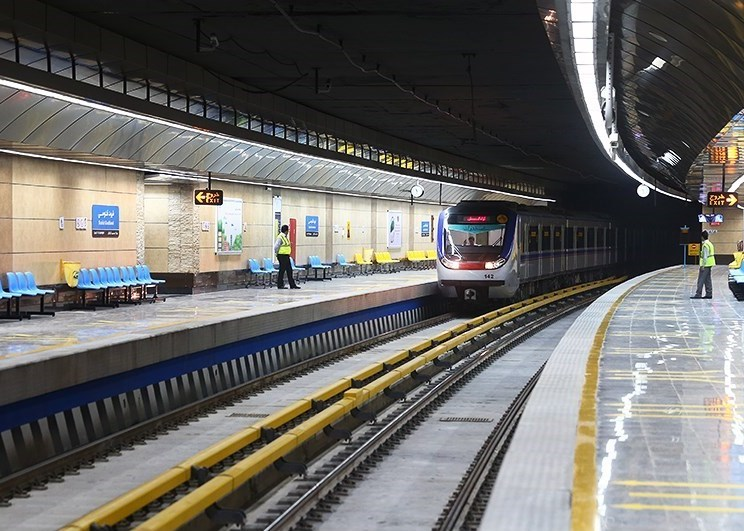
یک ایستگاه متروی تهران

اگرچه طرح‌های نخست مترو تهران در زمان محمدرضاشاه پهلوی ریخته شد، اما به‌طور رسمی از سال ۱۳۷۷ (۱۹۹۹ میلادی) شروع به کار کرد. نخستین مسیر فعال، خط ۵ مترو بود که میان تهران و کرج مسافر جابه‌جا می‌کرد.

#### متروی شیراز
خط یک مترو شیراز در ساعات پیک مسافر ۱۲۰ هزار نفر را روزانه جابه‌جا می‌کند.

## ترابری هوایی

### فرودگاه‌ها
در مرداد ۱۳۸۹ اعلام شد که از میان ۵۴ فرودگاه مسافری ایران، ۹ فرودگاه بین‌المللی هستند و تنها سه فرودگاه توجیه اقتصادی دارند. فرودگاه بین‌المللی مهرآباد، فرودگاه بین‌المللی شهید هاشمی‌نژاد مشهد و فرودگاه بین‌المللی امام خمینی، پررفت‌وآمدترین فرودگاه‌ها در ایران هستند.

### هواپیمایی‌ها
هواپیمایی ملی ایران، ایران ایر، شهرهای بزرگ و مراکز استان‌های این کشور را پوشش داده است. برخی خطوط هوایی بزرگ اروپایی، آسیایی و آفریقایی نیز در ایران حضور دارند.
همچنین هواپیمایی ماهان، هواپیمایی کارون، هواپیمایی آسمان، هواپیمایی کاسپین، هواپیمایی تابان و ایران ایرتور، هواپیمایی آتا دیگر شرکت‌های ایرانی هستند.

## ترابری آبی
کارون تنها رودخانهٔ دارای قابلیت کشتیرانی در ایران است و از آن برای حمل مسافر و بارهای گوناگون استفاده می‌شود. دریاچه ارومیه نیز برای حمل مسافر و بار استفاده شده است. ایران از پنج بندر بزرگ در خلیج فارس، که بزرگ‌ترین آنان در بندرعباس است، بهره می‌برد. پایانه‌های نفتی مهمی در آبادان و جزیره خارگ قرار گرفته‌اند که در جنگ با عراق ویران شده یا آسیب دیدند اما از آن زمان، بازسازی شده‌اند. همچنین امکانات بندری قابل توجهی در خرمشهر و بندر امام خمینی وجود دارد. ایران امکانات خود را در بندر بوشهر گسترش داده و بندر جدیدی را در چابهار در دریای عمان ساخته است. همچنین بندرهای دریای خزر، همانند بندر انزلی و بندر ترکمن در درجهٔ نخست برای بازرگانی با ملل شمالی مورد استفاده قرار می‌گیرند.